# Viduidae
Famille
Les Viduidae sont une famille de passereaux constitué de deux genres et 20 espèces.

## Description
Les Viduidés pondent leurs œufs dans le nid des Astrilds (qui, tout comme leurs parasites, appartiennent également à la récente famille des Passeridae, soit selon les classifications plus anciennes famille des Estrildidés et sous-famille des Estrildinés), comme le Coucou gris (Cuculus canorus) pond ses œufs dans celui des petits passereaux européens. Ce sont donc des oiseaux parasites, mais qui ne nuisent pas beaucoup à la reproduction de leurs hôtes  : les Veuves sont polygames (un mâle peut avoir jusqu'à 50 femelles dans la nature chez certaines espèces) et chaque femelle de Veuve choisit plusieurs nids d'Astrild car elle pond seulement un œuf dans chaque nid. L'œuf "étranger", à peine plus gros que celui de l'hôte, est couvé indifféremment par les parents adoptifs et l'oisillon possède un mimétisme impressionnant avec son espèce de prédilection  : mêmes taches colorées dans le bec pour le nourrissage, même taille, même cri... On commence à distinguer les jeunes Veuves des jeunes Astrilds à l'envol quand les plumes se développent. Mais les parents adoptifs ne les rejettent plus à cet âge-là et ils sont rapidement autonomes.
Les Veuves sont des oiseaux légèrement plus gros que leurs hôtes, parfois classés dans la famille des Plocéidés (Tisserins). Mâle et femelle ont des plumages d'éclipse presque identiques en période internuptiale. Ils ressemblent à des moineaux beiges mouchetés de brun, mais en période de reproduction, le mâle prend un magnifique plumage à dominante noire avec une très longue queue noire ou blanche suivant les espèces. Il commence alors à parader avec une certaine agressivité.

## Liste des genres
D'après la classification de référence du Congrès ornithologique international (version 5.2, 2015) :
- genre Vidua (19 espèces)
- genre Anomalospiza (1 espèce)

## Liste des espèces
D'après la classification de référence du Congrès ornithologique international (version 5.2, 2015) :